# Luka Modrić
Luka Modrić (phát âm tiếng Serbia-Croatia: [lûːka mǒːdritɕ]; sinh ngày 9 tháng 9 năm 1985) là một cầu thủ bóng đá chuyên nghiệp người Croatia hiện đang thi đấu cho câu lạc bộ Serie A AC Milan và là đội trưởng của đội tuyển bóng đá quốc gia Croatia. Vị trí sở trường của anh là tiền vệ trung tâm, song anh còn có thể thi đấu tốt ở cả vị trí tiền vệ tấn công lẫn tiền vệ phòng ngự. Được đánh giá là một trong những cầu thủ vĩ đại nhất mọi thời đại, anh nổi tiếng nhờ lối chơi giàu kỹ thuật, khả năng sút xa tốt, nhãn quan chiến thuật siêu hạng, tính linh hoạt, khả năng điều tiết lối chơi, và cường độ thi đấu không ngừng nghỉ trên sân.
Sinh ra tại Zadar, tuổi thơ của Modrić đã gắn liền với chiến tranh Croatia khiến gia đình anh phải di cư đến nơi khác. Năm 2002, anh được Dinamo Zagreb ký hợp đồng ở tuổi 16, sau khi rời đội trẻ câu lạc bộ quê hương của anh NK Zadar. Anh tiếp tục phát triển ở Zagreb, trước khi được cho mượn đến Zrinjski Mostar và Inter Zaprešić. Anh ra mắt Dinamo vào năm 2005 và giành được ba chức vô địch quốc gia và cúp quốc nội liên tiếp, được vinh danh là Cầu thủ xuất sắc nhất của Prva HNL vào năm 2007. Năm 2008, anh chuyển đến câu lạc bộ Tottenham Hotspur với phí chuyển nhượng kỷ lục câu lạc bộ là 16,5 triệu bảng, nơi anh dẫn dắt đội lần đầu tiên xuất hiện UEFA Champions League sau gần 50 năm, lọt vào tứ kết của giải đấu.
Mùa hè năm 2012, Modrić gia nhập Real Madrid với mức phí chuyển nhượng 30 triệu bảng. Tại đây, anh trở thành cầu thủ có những đóng góp quan trọng giúp cho đội bóng hoàn thành giấc mơ La Décima sau nhiều năm chờ đợi và được chọn vào Đội hình tiêu biểu của UEFA Champions League mùa giải 2013–14. Sau khi Zinedine Zidane tiếp quản Madrid, Modrić trở thành nhân tố quan trọng trong đội hình giành ba chức vô địch Champions League liên tiếp từ 2015–16 đến 2017–18. Anh đã giành được 26 danh hiệu lớn tại Real Madrid, bao gồm sáu danh hiệu UEFA Champions League, bốn danh hiệu La Liga, hai danh hiệu Copa del Rey, bốn danh hiệu Siêu cúp châu Âu, năm danh hiệu Supercopa de España và năm danh hiệu FIFA Club World Cup. Anh đã giành được Giải thưởng Tiền vệ xuất sắc nhất La Liga vào năm 2016 lần thứ hai và UEFA Club Football Award cho "Tiền vệ xuất sắc nhất" vào các năm 2017 và 2018. Năm 2015, anh trở thành cầu thủ Croatia đầu tiên góp mặt trong FIFA FIFPro World XI đến năm 2019, và tái lập thành tích này vào năm 2022, ngoài ra anh thường xuyên được đưa vào danh sách Đội hình của năm do UEFA bình chọn từ năm 2016 đến năm 2018. Năm 2018, Modrić trở thành cầu thủ Croatia đầu tiên giành được Giải thưởng Cầu thủ nam xuất sắc nhất năm của UEFA, và nhờ giành danh hiệu FIFA The Best với Quả bóng vàng châu Âu, anh trở thành cầu thủ đầu tiên ngoài Lionel Messi hoặc Cristiano Ronaldo giành được danh hiệu này trong hơn một thập kỷ. Năm 2019, anh đã được trao giải Golden Foot cho cả sự nghiệp và nhân cách của anh.
Modrić có trận ra mắt quốc tế cho Croatia trong trận đấu với Argentina vào tháng 3 năm 2006 và ghi bàn thắng quốc tế đầu tiên trong trận giao hữu với Ý. Modrić là một nhân tố của "Thế hệ vàng thứ hai", anh đã tham gia vào mọi giải đấu lớn mà Croatia đã vượt qua vòng loại, bao gồm năm kỳ UEFA Euro vào các năm 2008, 2012, 2016, 2020 và 2024, và bốn kỳ FIFA World Cup vào các năm 2006, 2014, 2018 và 2022. Tại Euro 2008, anh được chọn vào Đội hình tiêu biểu của giải, trở thành người Croatia thứ hai từng đạt được vinh dự này. Sau khi bị loại ở vòng bảng trong hai kỳ World Cup đầu tiên của mình, Modrić đã dẫn dắt Croatia đến chung kết FIFA World Cup 2018 và anh đã nhận được giải thưởng Quả bóng vàng cho cầu thủ xuất sắc nhất của giải đấu. Đến kỳ World Cup tiếp theo, anh đã đưa đội tuyển của mình giành hạng ba chung cuộc và nhận giải Quả bóng đồng, đồng thời đưa đội tuyển giành vị trí á quân tại UEFA Nations League 2022–23. Tháng 3 năm 2021, anh tiếp tục trở thành cầu thủ khoác áo đội tuyển quốc gia Croatia nhiều nhất trong lịch sử. Từ năm 2007 đến năm 2023, anh được bầu chọn là Cầu thủ xuất sắc nhất năm của Croatia với mười hai lần vinh danh.

## Tuổi thơ
Luka Modrić sinh ra trong một gia đình nông dân sở hữu một đàn dê, cha là Stipe Modrić, sống tại vùng núi Velebit cao và hiểm trở bậc nhất Croatia. Vào đầu những năm 90, nhà làm phim Pavle Balenović đã thực hiện một bộ phim tài liệu cho đài BBC. Trong quá trình làm phim, ông đi qua vùng núi này và gặp Stipe Modrić với đàn dê ấy cùng con trai ông, Luka Modrić. Trong đoạn phim, cậu bé Luka Modrić mới 5 tuổi, mặc chiếc áo quá khổ, cầm gậy theo cha chăn đàn dê giữa ánh mắt thèm khát của những con sói. Chiến tranh nổ ra ít lâu sau đó, gia đình Modrić phải ly tán. Những năm tháng vất vả, luôn phải đối mặt với cái chết giúp cho Luka Modrić có một tinh thần thép và bản lĩnh.

## Sự nghiệp câu lạc bộ

### Dinamo Zagreb
Modrić ký hợp đồng thi đấu cho Dinamo Zagreb ở tuổi 17 vào năm 2002, nhưng sau một mùa bóng, năm 2003, anh được đem cho Zrinjski Mostar, một câu lạc bộ ở Bosnia và Herzegovina mượn và ở tuổi 18 anh trở thành cầu thủ xuất sắc nhất trong năm của Giải vô địch bóng đá quốc gia Bosnia và Herzegovina. Mùa giải tiếp theo anh tiếp tục được cho mượn tại Inter Zaprešić và anh chơi một mùa giải tại đây và cùng câu lạc bộ này giành vị trí thứ hai. Anh cũng nhận danh hiệu cầu thủ trẻ triển vọng nhất của bóng đá Croatia năm 2004 và 2005 và được gọi trở lại Dinamo Zagreb. Tại Zagreb, Modrić đã cùng câu lạc bộ giành chức vô địch giải quốc gia ba năm liên tiếp. Năm 2007, anh nhận danh hiệu Cầu thủ xuất sắc nhất giải vô địch bóng đá Croatia. Modrić sau đó ký hợp đồng 10 năm với Dinamo Zagreb đến năm 2015.
Khả năng của Modrić ngày càng được nâng cao dưới màu áo Dinamo Zagreb. Sở trường của anh là vị trí tiền vệ trung tâm và anh còn là cầu thủ dẫn dắt lối chơi của đội. Từ đó, nhiều câu lạc bộ nổi tiếng ở giải Premier League như Arsenal, Chelsea và Newcastle quan tâm đến anh và họ lần lượt đề nghị những mức chuyển nhượng hấp dẫn. Nhưng cuối cùng Modrić đã chuyển đến thi đấu cho Tottenham Hotspur.

### Tottenham Hotspur

#### 2008-2012

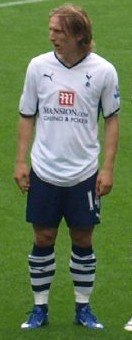
Modrić xếp hàng cho Tottenham vào tháng 8 năm 2008

Modrić đồng ý gia nhập Tottenham vào ngày 26 tháng 4 năm 2008 sau cuộc kiểm tra y tế và được cấp giấy phép lao động. Anh là bản hợp đồng đầu tiên trong kì chuyển nhượng hè 2008 của Tottenham cũng như của giải Premier League. Bản hợp đồng của anh kéo dài 6 năm và phí chuyển nhượng là 15,8 triệu bảng Anh.
Modrić có trận đầu tiên cho Tottenham vào ngày 28 tháng 7 năm 2008 trong trận giao hữu trước mùa giải gặp Norwich City. Anh chơi 45 phút tại Carrow Road trong chiến thắng 5-1 của Tottenham. Trận đầu tiên tại giải Ngoại hạng Anh 2008-2009 của Modrić là trận gặp Middlesbrough tại sân Riverside vào ngày 16 tháng 8. Trong trận này Tottenham thua 2-1.
Sau những thành tích tệ hại đầu mùa, huấn luyện viên Juande Ramos bị sa thải và thay thế bằng Harry Redknapp. Dưới sự dẫn dắt của tân huấn luyện viên, Modrić đóng vai trò tiền vệ công kiến tạo cơ hội ghi bàn cho cặp tiền đạo Darren Bent và Roman Pavlyuchenko. Ngày 6 tháng 11, anh đã có dịp đối đầu với câu lạc bộ cũ Dynamo Zagreb tại cúp UEFA và chính anh là người đã chuyền bóng để Darren Bent mở tỉ số trong chiến thắng 4-0. Ngày 18 tháng 12]], anh ghi bàn đầu tiên cho Tottenham trong trận hòa 2-2 với Spartak Moskva của Nga trong khuôn khổ UEFA Cup. Anh có bàn thắng đầu tiên tại Premier League vào lưới Newcastle United 3 ngày sau đó, trận đấu mà Tottenham đã để thua 1-2. Ngày 26 tháng 4 năm 2009, Modric ghi bàn thắng nâng tỉ số lên 2-0 cho Tottenham trong trận gặp Manchester United nhưng sau đó đội bóng của anh đã bị thua ngược 5-2.

#### 2009-2010

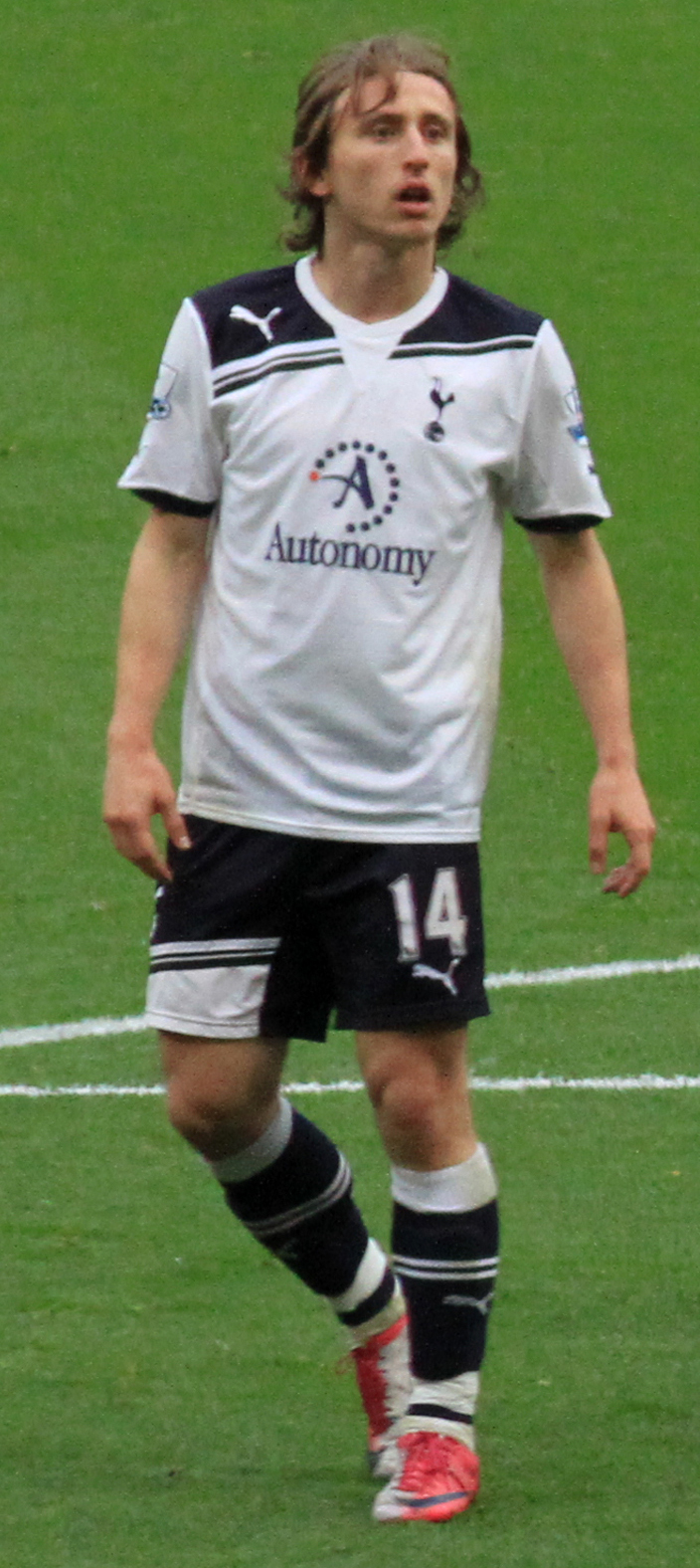
Modrić thi đấu trong trận gặp Arsenal vào tháng 11 năm 2010

Modrić và các đồng đội đã có sự khởi đầu rất thuận lợi ở Premier League 2009-10 với chuỗi 4 trận đầu tiên toàn thắng. Thế nhưng trong trận thắng 2-1 trước Birmingham City, sau pha vào bóng của Lee Bowyer, Modric đã bị chấn thương nặng và buộc phải ra sân ở phút 49, thay bằng tiền đạo Peter Crouch. Kết quả chụp X quang sau đó cho thấy anh bị gãy xương mác chân phải. Theo kết quả xét nghiệm, anh sẽ phải nghỉ thi đấu ít nhất 6 tuần lễ. Anh cũng đã phải lên tiếng thừa nhận rằng chấn thương đang ngăn cản mình thi đấu những trận quan trọng cho câu lạc bộ và cả đội tuyển quốc gia. "Tôi thường xuyên là nạn nhân của những pha vào bóng nguy hiểm. Chấn thương đang làm hại tôi khi không thể thi đấu nhiều trên sân cỏ. Cứ đà này tôi sẽ mất phong độ vì luôn phải tập luyện trong phòng hồi phục thể lực".
Ngày 29 tháng 12, Modrić đánh dấu sự trở lại sau 4 tháng nghỉ thi đấu với bàn thắng mở tỉ số trong chiến thắng 2-0 trước West Ham United, qua đó giúp Tottenham giành lấy vị trí tốp 4 từ tay Aston Villa. Ngày 28 tháng 2 năm 2010, Modric đã ghi bàn vào lưới Everton nâng tỉ số lên 2-0 bằng một cú lốp bóng điệu nghệ. Chung cuộc Tottenham hòa 2-2 và tiếp tục đứng ở vị trí thứ 4.
Ngày 30 tháng 5 năm 2010, Modrić đã ký vào bản hợp đồng mới có thời hạn 6 năm, giúp anh gắn bó với Tottenham đến năm 2016.

#### 2010-2011
Ngày 11 tháng 9, anh có bàn thắng đầu tiên trong mùa giải 2010-11 khi ghi bàn mở tỉ số trong trận hoà 1-1 với West Brom ở phút 27. Tuy nhiên chỉ năm phút sau anh đã phải tập tễnh rời sân do chấn thương mắt cá chân tuy nhiên sau đó chấn thương này đã không nặng như dự đoán ban đầu là phải nghỉ thi đấu vài tháng. Ngày 24 tháng 11, anh có bàn thắng đầu tiên trong sự nghiệp tại UEFA Champions League với bàn thắng nâng tỉ số lên 2-0 trong chiến thắng 3-0 trước Werder Bremen, giúp Tottenham chính thức lọt vào vòng 1/16 và anh cũng được Goal.com bầu là cầu thủ xuất sắc nhất trận đấu. Vào cuối mùa giải này, Modrić đã được bầu chọn là Cầu thủ xuất sắc nhất mùa bóng của Tottenham Hotspur.

### Real Madrid

#### 2012–13

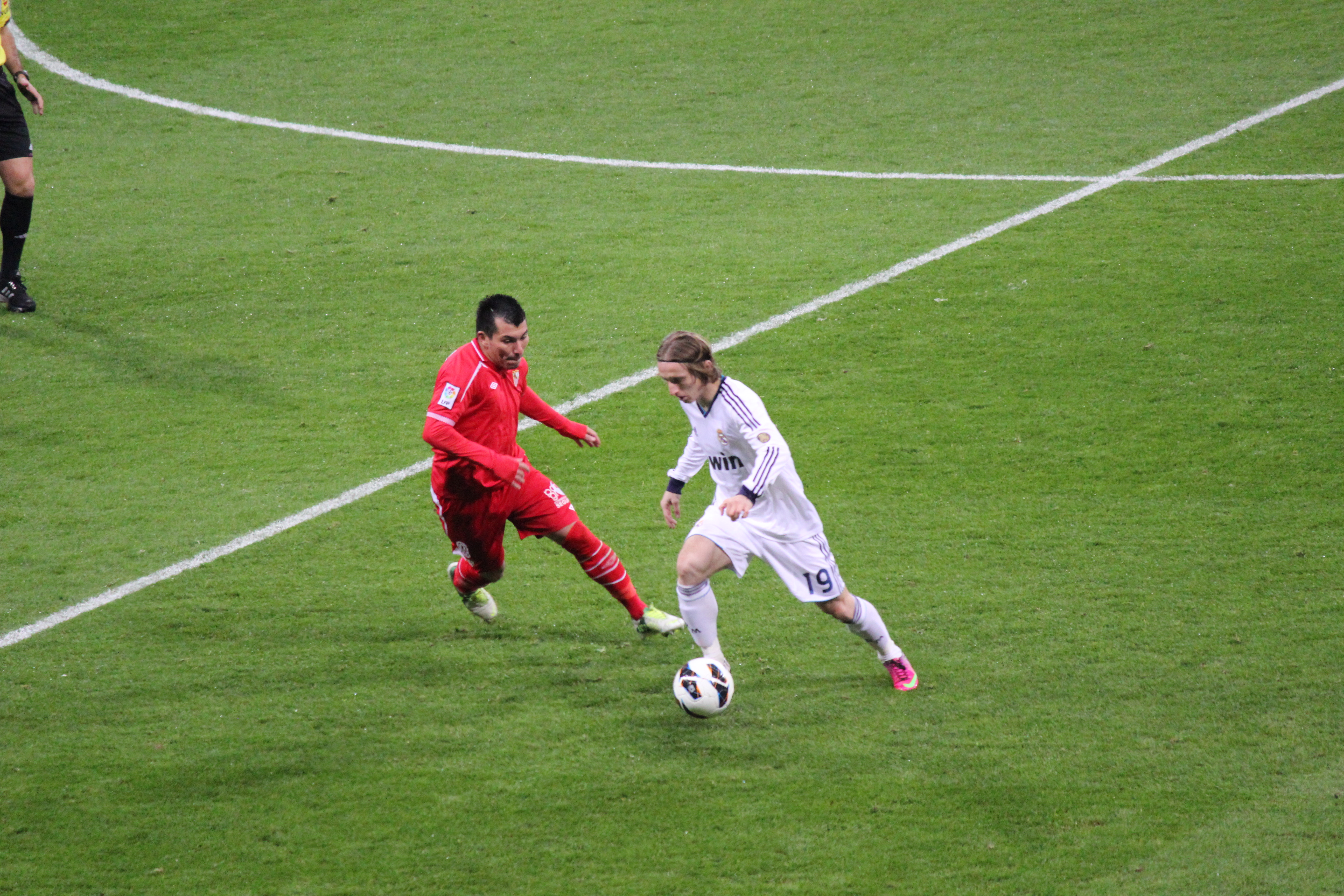
Modrić thi đấu cho Real Madrid năm 2013.

Ngày 27 tháng 8 năm 2012, Real Madrid thông báo đã đạt được thỏa thuận với Tottenham về vụ chuyển nhượng Modrić. Phí chuyển nhượng là 33 triệu £ với bản hợp đồng có thời hạn 5 năm. Vụ chuyển nhượng này cũng đã thiết lập mối quan hệ hợp tác mới giữa hai câu lạc bộ.
Ngày 29 tháng 8 năm 2012, anh có trận đấu đầu tiên cho Real Madrid trong trận lượt về Siêu cúp Tây Ban Nha với Barcelona. Modrić vào sân ở phút 83 thay cho Mesut Özil và suýt ghi bàn. Chung cuộc Real thắng 2-1 và anh có được danh hiệu đầu tiên cùng Real Madrid. Ngày 3 tháng 11 năm 2012, Modrić ghi bàn thắng đầu tiên cho Real Madrid trong chiến thắng 4-0 trước Real Zaragoza.
Ngày 5 tháng 3 năm 2013, Modrić sau khi vào sân thay Aberloa đã ghi một siêu phẩm vào lưới Manchester United F.C. ngay tại Old Trafford qua đó giúp Real Madrid C.F. cân bằng tỷ số trước khi Cristiano Ronaldo mang về bàn thắng quyết định đưa họ vượt qua Manchester United với tỷ số 2-1 (tổng tỷ số là 3-2 sau 2 lượt trận) qua đó ghi tên mình vào vòng tứ kết UEFA Champions League. Đến ngày 16 tháng 3, anh có một pha lập công đẹp mặt khác cho Real Madrid trong chiến thắng 5-2 trước Real Mallorca với một cú volley từ hơn 25 mét.
Modrić có mặt trong cả hai trận đấu lượt đi và về Champions League với Borussia Dortmund. Trong trận lượt đi, anh thi đấu ở vị trí tiền vệ tấn công nhưng mờ nhạt và Real thua 4–1. Đến trận lượt về, anh thi đấu ở vị trí thấp hơn và có nhiều đường chuyền tạo cơ hội cho đồng đội, được đánh giá là một trong những cầu thủ thi đấu tốt nhất. Từ tháng 3 năm 2013, phong độ Modrić được cải thiện và anh là cầu thủ có số đường chuyền thành công nhiều nhất đội. Ngày 8 tháng 5, anh kiến tạo bàn mở tỉ số và ghi bàn thắng thứ năm trong chiến thắng 6-2 trước CD Málaga.

#### 2013–14
Sau khi huấn luyện viên Carlo Ancelotti đến Real, Modrić thường xuyên được xếp đá chính và trở thành một nhân tố quan trọng ở tuyến giữa, giúp Real gặt hái được nhiều thành công trong mùa giải. Anh có bàn thắng đầu tiên trong mùa giải tại trận đấu với F.C. Copenhagen trong khuôn khổ Champions League. Đây cũng là bàn thắng thứ năm của anh cho Real và cả năm bàn thắng đều được ghi từ ngoài vòng cấm địa. Ngày 16 tháng 2, anh có pha lập công đầu tiên tại La Liga 2013-14. Modrić cùng Real giành chức vô địch Copa del Rey 2013–14 sau chiến thắng 2-1 trước FC Barcelona. Trong trận bán kết lượt đi UEFA Champions League với Bayern Munich, anh đã có màn trình diễn vô cùng xuất sắc, giúp Real đánh bại đội bóng nước Đức với tỉ số 1-0. Trong trận lượt về cũng là trận đấu thứ 100 của anh trong màu áo Real Madrid, anh đã kiến tạo cho bàn mở tỉ số của Sergio Ramos và chung cuộc Real giành thắng lợi 4-0 và lọt vào trận chung kết. Ngày 24 tháng 5, trong trận chung kết UEFA Champions League 2013-14 với Atlético Madrid được tổ chức trên Sân vận động Ánh sáng, Lisbon, Bồ Đào Nha, Modrić chính là người đã thực hiện quả phạt góc ở phút thứ 93 tạo điều kiện cho Sergio Ramos đánh đầu gỡ hòa 1-1. Sau đó, trong hiệp phụ, Real ghi thêm ba bàn thắng nữa và chính thức có được danh hiệu vô địch Champions League lần thứ mười (la Décima) trong lịch sử. Anh có tên trong đội hình tiêu biểu của UEFA Champions League mùa giải này và sau đó còn được chọn là Tiền vệ xuất sắc nhất La Liga mùa bóng 2013-14.

#### 2014–15
Modrić khởi đầu mùa giải mới với chức vô địch Siêu cúp bóng đá châu Âu sau chiến thắng trước Sevilla. Ngày 27 tháng 9 năm 2014, anh có bàn thắng thứ 7 trong màu áo Real khi mở tỉ số trong chiến thắng 2-0 trước Villarreal và cả bảy bàn thắng đều đến từ những cú sút ngoài vòng cấm địa. Vào cuối tháng 11, anh bị dính chấn thương đùi trong khi thi đấu cho đội tuyển Croatia và phải nghỉ thi đấu trong thời gian dài.
Những chấn thương đã khiến anh không thể ra sân được nhiều trong mùa giải với khoảng 5 tháng phải rời xa sân cỏ trong suốt mùa. Việc Modrić bị chấn thương được đánh giá là một trong những nguyên nhân làm chấm dứt chuỗi 22 trận bất bại đầu mùa giải của Real cũng như tham vọng vô địch La Liga và Champions League của đội bóng Tây Ban Nha.

#### 2015–16

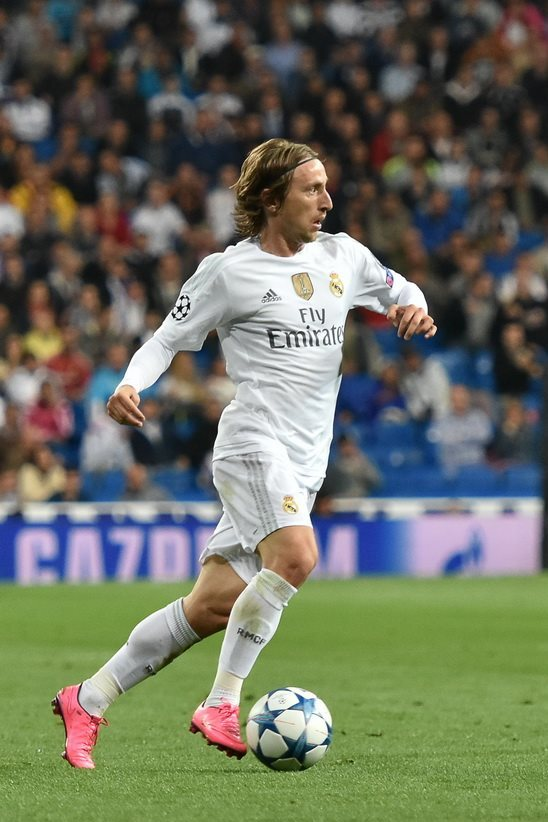
Modrić trong trận đấu vòng bảng UEFA Champions League 2015–16 với Shakhtar Donetsk vào tháng 11 năm 2015.

Đến mùa giải 2015-16, huấn luyện viên Ancelotti ra đi và huấn luyện viên mới Rafael Benítez tiếp tục trọng dụng Modrić cho vị trí chính thức. Ngày 25 tháng 11 năm 2015, anh lập công trong chiến thắng 4-3 trước Shakhtar Donetsk tại vòng bảng UEFA Champions League 2015–16 giúp Real củng cố vị trí đầu bảng.

#### 2016-17
Modrić kết thúc mùa giải với danh hiệu vô địch UEFA Champions League lần thứ hai liên tiếp và lần nữa có tên trong đội hinh xuất sắc nhất mùa giải của Champions League do UEFA công bố.

#### 2017-18
Vào tháng 12, Modrić cùng với các đồng đội vô địch FIFA Club World Cup 2017 và cá nhân anh đoạt danh hiệu cầu thủ xuất sắc nhất giải đấu. Cuối mùa giải, Real Madrid đăng quang UEFA Champions League lần thứ ba liên tiếp sau khi đánh bại Liverpool trong trận chung kết và Modrić cũng lần thứ ba liên tiếp có tên trong đội hinh xuất sắc nhất mùa giải của Champions League do UEFA công bố.

## Sự nghiệp đội tuyển quốc gia

### 2006–2008: Các giải đấu lớn đầu tiên
Modrić lần lượt thi đấu cho các đội U-17, U-19 và U-21 Croatia trước khi được gọi vào đội tuyển quốc gia năm 2006 và có trận đầu tiên trong màu áo đội tuyển quốc gia là trận đấu với Argentina ngày 1 tháng 3 năm 2006 tại Basel, Thụy Sĩ. Tại Giải vô địch bóng đá thế giới 2006, giải đấu mà Croatia không vượt qua được vòng bảng, anh được vào sân trong hai trận vòng bảng gặp Nhật Bản và Úc. Anh ghi bàn thắng đầu tiên cho đội tuyển là trong trận thắng Ý 2-0 vào ngày 16 tháng 8 năm 2006 tại Livorno.
Tại Giải vô địch bóng đá châu Âu 2008, Modrić là niềm kì vọng lớn nhất của các cổ động viên Croatia. Trong trận đầu tiên gặp đội tuyến chủ nhà Áo ngày 8 tháng 6 năm 2008, Modrić là người ghi bàn thắng duy nhất của trận đấu từ chấm phạt đền ngay ở phút thứ 4 sau khi Ivica Olić bị René Aufhauser phạm lỗi trong vòng cấm. Trận đấu tiếp theo gặp đội tuyển Đức ngày 12 tháng 6, anh không ghi được bàn nào nhưng đã góp phần giúp Croatia chiến thắng và giành danh hiệu Cầu thủ xuất sắc nhất trận đấu vào cuối trận.
Tuy nhiên Croatia đã bị loại sau trận thua Thổ Nhĩ Kỳ trong loạt sút luân lưu trong đó có một pha sút hỏng của Modrić. Khi giải đấu kết thúc, anh được chọn vào đội hình tiêu biểu của giải, là cầu thủ Croatia thứ hai được nhận vinh dự này sau tiền đạo Davor Šuker.

### 2008–2016: Những khó khăn tiếp theo

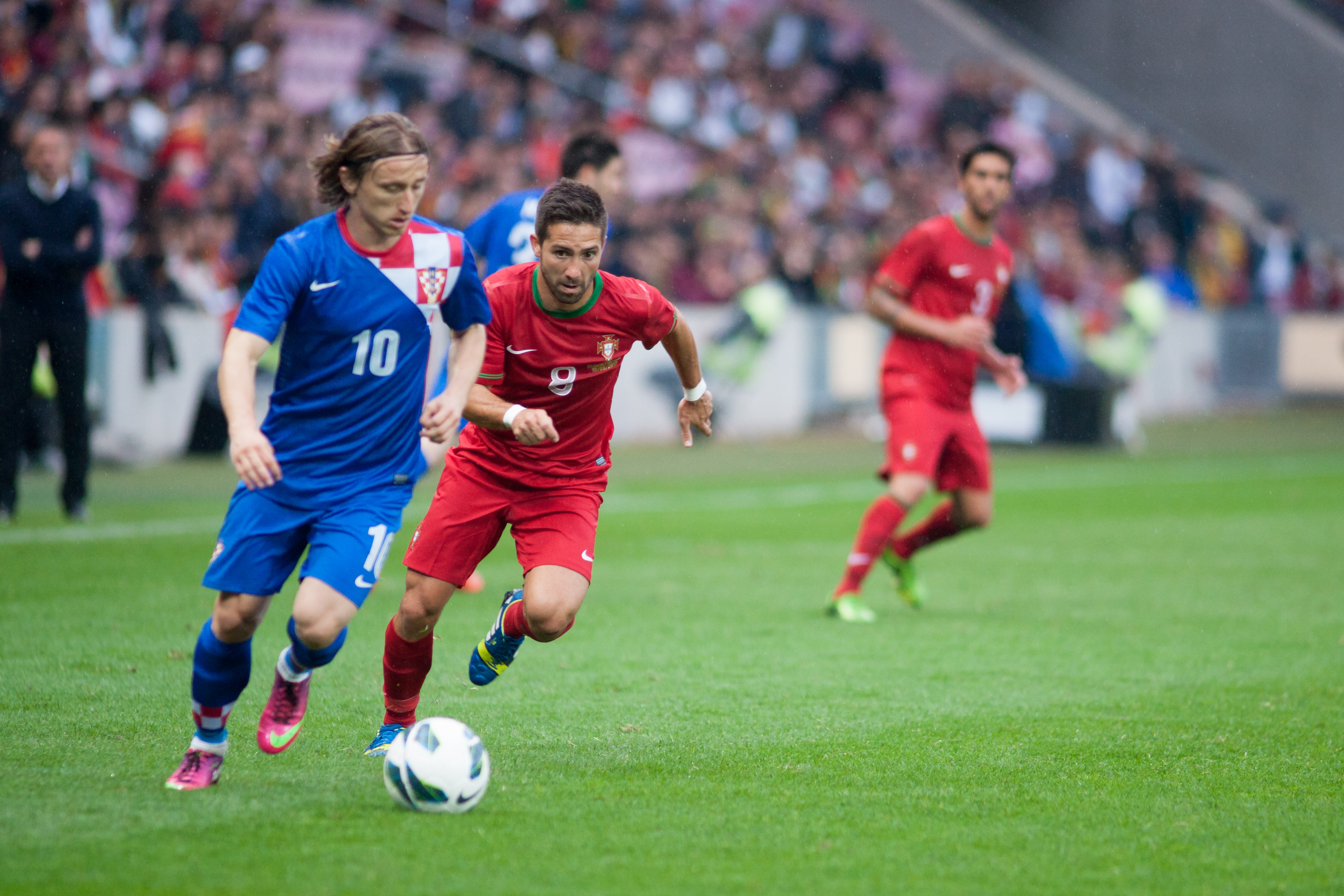
Modrić trong một trận đấu cho đội tuyển Croatia vào năm 2013.

Tại vòng loại World Cup 2010 khu vực châu Âu, Modrić đã có ba bàn thắng cho đội tuyển Croatia vào lưới Kazakhstan, Andorra và Ukraina nhưng Croatia đã không thể giành quyền tham dự World Cup 2010 do chỉ đứng thứ ba tại vòng loại sau Anh và Ukraine.
Tháng 6 năm 2012, Modrić có lần thứ hai trong sự nghiệp tham gia một kỳ Euro. Croatia nằm ở bảng C cùng với Tây Ban Nha, Ý và Cộng hòa Ireland, nhưng đội không thể tiến bộ. Màn trình diễn đáng chú ý nhất của anh ấy là trước Tây Ban Nha. Khoảnh khắc đáng nhớ nhất của trận đấu đến khi Modrić nhặt bóng ở giữa đường, vượt qua bộ ba tiền vệ Tây Ban Nha, lao xuống bên cánh phải để đi vào vòng cấm, nơi anh qua người một hậu vệ và với một đường căn ngang từ cự ly 18 yd (16 m) đến Ivan Rakitić, nhưng Iker Casillas đã cản phá được được nỗ lực này..  Đội tuyển Croatia đã bị loại sau vòng bảng và cá nhân Modrić không để lại bất kỳ dấu ấn đáng kể nào. Vì Croatia không vượt qua được vòng bảng nên Modrić không có tên trong Đội hình tiêu biểu của giải đấu , mặc dù The Daily Telegraph đã đưa anh vào danh sách 11 người xuất sắc nhất cho đến bán kết, và lối chơi của anh ấy là được các nhà phê bình đón nhận nồng nhiệt.

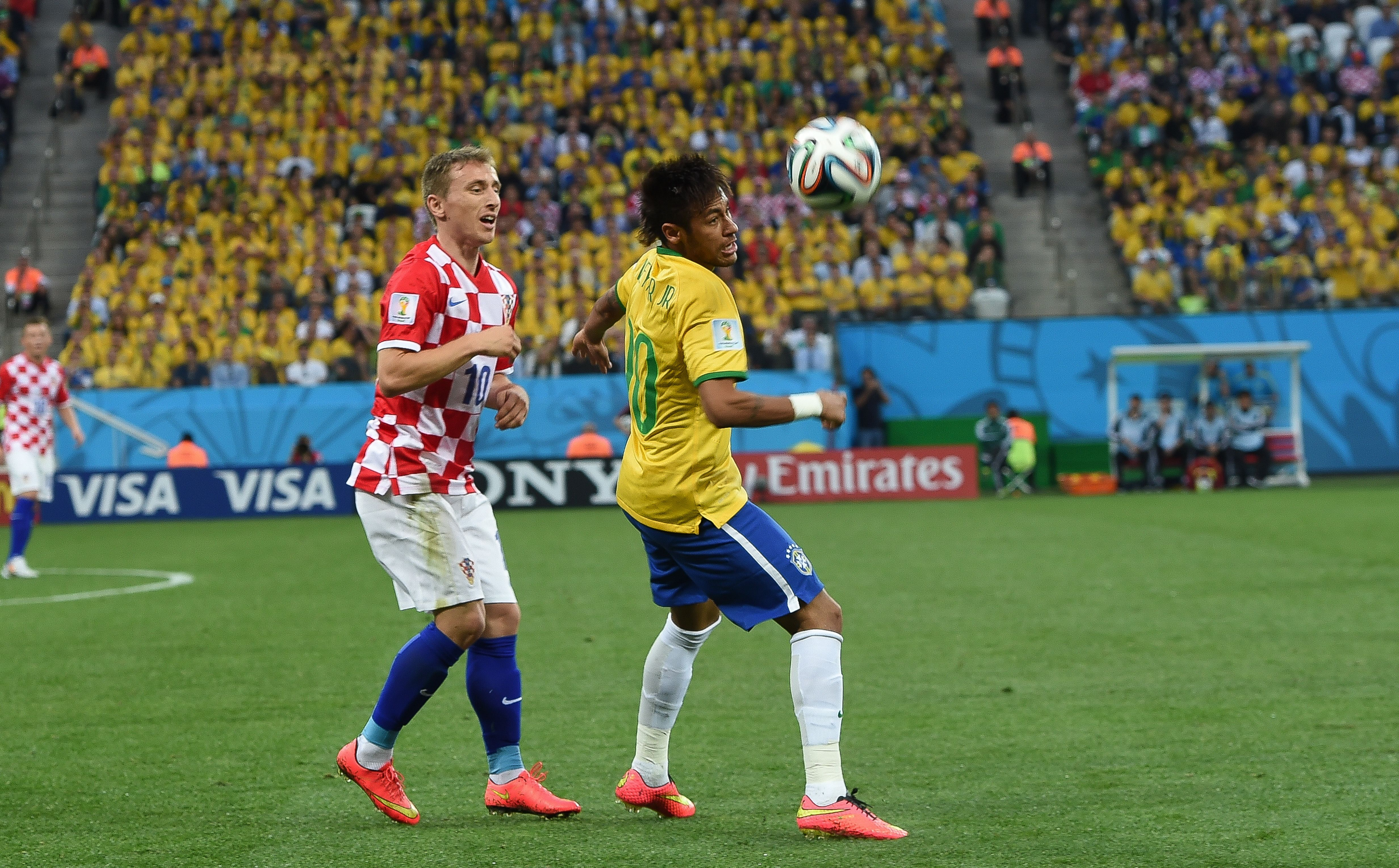
Modrić thi đấu với Neymar của tại FIFA World Cup 2014

Sau vòng loại trực tiếp , Modrić cùng đội tuyển Croatia giành quyền tham dự World Cup 2014 . Họ vào bảng A với chủ nhà Brazil , Mexico và Cameroon . Tại World Cup 2014 ở Brasil, Croatia chơi trận mở màn với Brazil, họ thua 3–1,  Modrić và các đồng đội tiếp tục phải dừng bước ở ngay vòng đấu bảng sau thất bại 1-3 trước México ở lượt đấu cuối cùng vòng bảng, bất chấp sự kỳ vọng lớn từ báo chí và giới truyền thông Croatia.
Tại trận đấu với Malta ở vòng loại Euro 2016, Modrić có được bàn thắng đầu tiên cho đội tuyển sau hơn ba năm ngay trong dịp sinh nhật lần thứ 29 của anh. Một tháng sau, anh tiếp tục tỏa sáng với một bàn thắng trong trận thắng 6-0 trước Azerbaijan, giúp đội tuyển Croatia góp mặt tại Euro 2016. Ngày 3 tháng 3 năm 2015, Modrić lần đầu tiên được chọn làm đội trưởng đội tuyển quốc gia cho trận đấu với Azerbaijan.
Tại Euro 2016, anh chỉ ghi được một bàn thắng duy nhất trong chiến thắng 1-0 của Croatia trước Thổ Nhĩ Kỳ bằng một cú vô-lê từ khoảng cách 30 mét. Bàn thắng này giúp anh trở thành cầu thủ Croatia đầu tiên ghi bàn tại hai vòng chung kết Euro. Anh được trao giải thưởng là Cầu thủ xuất sắc nhất trận đấu. Modrić buộc phải bỏ lỡ trận đấu quan trọng với Tây Ban Nha vào ngày 21 tháng 6 vì một chấn thương cơ nhẹ. Tuy nhiên, Croatia đã thắng và đứng đầu bảng, nhưng lại thua Bồ Đào Nha, nhà vô địch giải đấu năm đó với tỷ số 0–1 trong hiệp phụ ở vòng 16 đội .

### 2016–2018: Quả bóng vàng World Cup 2018

#### World Cup 2018

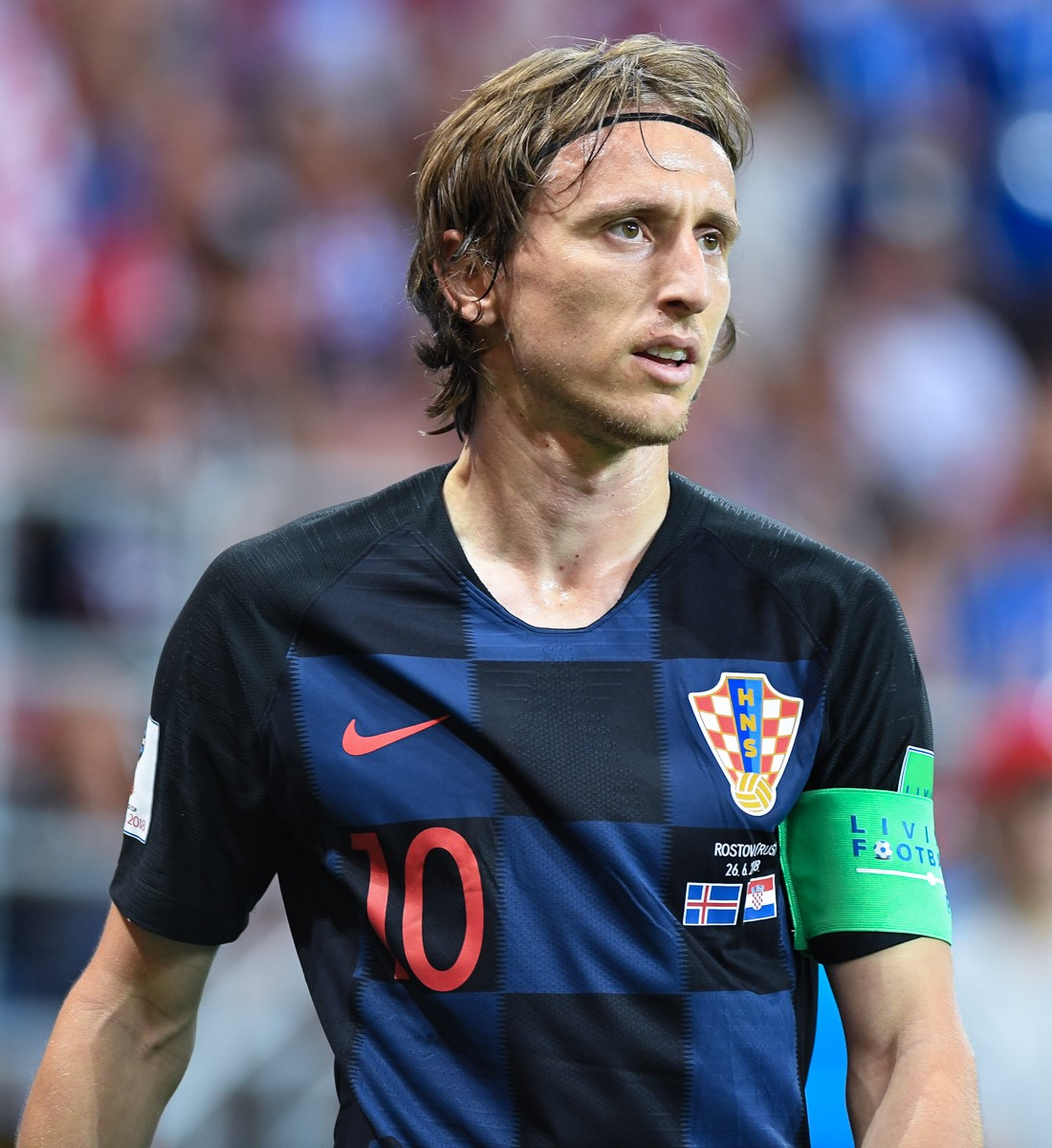
Modrić tại FIFA World Cup 2018. Anh được cho là người dẫn dắt Thế hệ vàng thứ hai của.

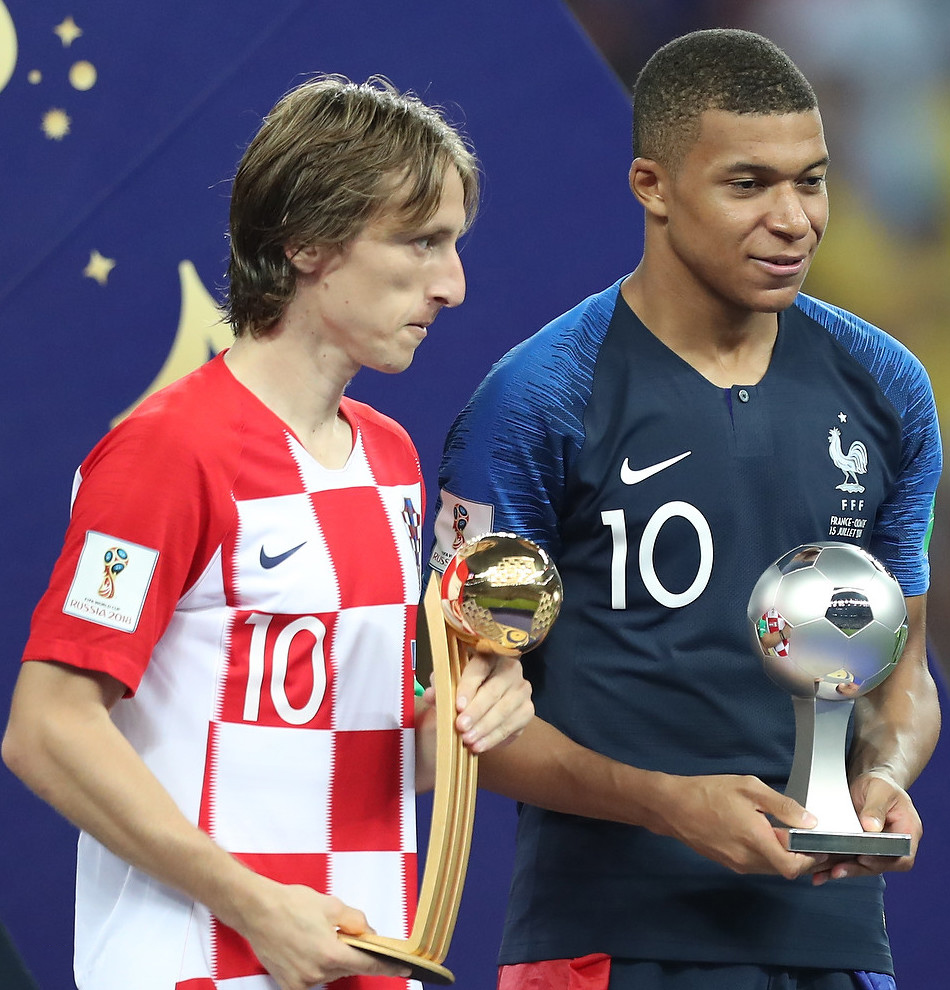
Modrić nhận giải Quả bóng vàng cho Cầu thủ xuất sắc nhất FIFA World Cup 2018 (trái) và Kylian Mbappé quả bóng bạc (phải).

Trong chiến dịch vòng loại World Cup 2018 của Croatia , Modrić trở thành đội trưởng mới sau khi Darijo Srna giải nghệ. Croatia khởi đầu chiến dịch tốt; tuy nhiên, sau thất bại 1–0 trước Iceland và Thổ Nhĩ Kỳ và trận hòa 1-1 với Phần Lan (trong đó Modrić có lần ra sân thứ 100 cho đội tuyển quốc gia ), Croatia đã ảnh hưởng nghiêm trọng đến trình độ của họ. cho giải đấu. Điều này khiến Modrić công khai bày tỏ sự thiếu tin tưởng vào huấn luyện viên Ante Čačić . Čačić sớm được thay thế bởi Zlatko Dalić trước vòng loại cuối cùng của Croatia gặp Ukraine trên sân khách, nơi mà Croatia thắng 2–0 và giành một suất tham dự vòng play-off . Modrić là người ghi bàn thắng mở tỉ số từ chấm phạt đền để giúp Croatia có chiến thắng đậm 4-1 trước Hy Lạp tại lượt đi vòng play-off World Cup 2018 khu vực châu Âu và ba ngày sau đó, trận hòa 0-0 ở lượt về giúp Croatia có lần thứ năm giành quyền dự vòng chung kết World Cup.
Tại World Cup 2018, trong trận ra quân tại bảng D gặp Nigeria, Modrić đã ghi bàn thắng ấn định tỉ số 2-0 của trận đấu từ chấm phạt đền và được vinh danh làm cầu thủ xuất sắc nhất trận. Trong lượt trận thứ hai vòng bảng gặp Argentina, anh có bàn thắng thứ hai tại giải đấu trong chiến thắng 3-0 trước đại diện Nam Mỹ với một cú sút xa đẹp mắt, đồng thời anh cũng làm cầu thủ xuất sắc nhất trận đấu đó. Sau khi góp mặt trong trận đấu cuối cùng ở vòng bảng, gặp Iceland và có chiến thắng 2–1, màn trình diễn của anh ấy ở vòng đầu tiên của giải đấu đã giúp anh ấy được FourFourTwo , The Daily Telegraph và ESPN xếp hạng là cầu thủ xuất sắc nhất vòng bảng.
Ở trận đấu vòng 16 đội với Đan Mạch, Modrić đá hỏng quả phạt đền ở hiệp phụ thứ hai nhờ pha cản phá xuất sắc của Kasper Schmeichel khiến cho Croatia phải bước vào loạt sút luân lưu, nhưng sau đó anh đã chuộc lỗi thực hiện thành công lượt sút của mình để cùng các đồng đội đánh bại Đan Mạch trong loạt sút luân lưu với tỷ số 3–2 để tiến vào tứ kết gặp chủ nhà Nga. Trong trận tứ kết với chủ nhà Nga vào ngày 7 tháng 7, Modrić đã kiến tạo cho Domagoj Vida trong hiệp phụ từ một quả phạt góc, và một lần nữa ghi bàn trong loạt sút luân lưu thắng lợi sau một pha sút phạt đền. hòa 2–2; anh ấy được vinh danh là Cầu thủ xuất sắc nhất trận đấu lần thứ ba trong giải đấu. Tại bán kết, anh và các đồng đội của đội tuyển đã có 120 phút đầy căng thẳng với Đội tuyển Anh, mở đầu là bàn thắng của Kieran Trippier từ quả đá phạt ngoài vòng cấm ngay phút thứ 5' của trận đấu, nhưng đội của anh đã chơi đầy kiên cường với bàn gỡ hoà của Ivan Perišić ngay phút 68' và bàn thắng ấn định chiến thắng 2–1 của Mario Mandžukić ngày trong hiệp phụ tạo nên màn lội ngược dòng đầy cảm xúc.   Đội tuyển Croatia sau đó lọt vào trận chung kết và giành ngôi á quân sau khi thất thủ 2-4 trước đội tuyển Pháp. Kết thúc giải đấu, anh được nhận giải thưởng cầu thủ xuất sắc nhất giải. Nhờ những màn trình diễn chói sáng, anh được xướng tên trong danh sách đội hình tiêu biểu nhất của World Cup 2018 và dành Quả bóng vàng của giải đấu. Sau sự chào đón nồng nhiệt của toàn đội ở Zagreb, Modrić và các đồng đội của anh ấy là Danijel Subašić , Šime Vrsaljko và Dominik Livaković đã được hàng chục nghìn người ở quê hương Zadar chào đón.
Modrić đã tham gia cả bốn trận đấu trong phiên bản khai mạc của UEFA Nations League khi Croatia đứng cuối bảng A4 sau thất bại lịch sử 6–0 trước Tây Ban Nha vào tháng 9 và thất bại 2–1 trước Anh tại Sân vận động Wembley vào tháng 11 2018.

### 2019–2022: Quả bóng đồng World Cup 2022

#### Euro 2020
Trong vòng loại Euro 2020 , Modrić ghi hai bàn; một quả phạt đền trong trận hòa 1–1 trên sân khách với Azerbaijan và một pha solo trong chiến thắng 3–0 trên sân nhà trước Hungary khi Croatia đứng đầu bảng và đủ điều kiện tham dự giải đấu . Tuy nhiên, do đại dịch COVID-19 , giải đấu đã bị hoãn lại một năm.  Vào ngày 24 tháng 3 năm 2021, Modrić có lần ra sân thứ 134 cho đội tuyển quốc gia trong trận thua 1–0 ở vòng loại World Cup 2022 trước Slovenia , ngang bằng với Darijo Srna với tư cách là cầu thủ khoác áo đội tuyển nhiều nhất trong lịch sử của đội. Ba ngày sau, trong chiến thắng 1–0 ở vòng loại World Cup trước Síp , anh đã vượt qua kỷ lục của Srna.
Anh được chọn vào đội hình cuối cùng tham dự UEFA Euro 2020 vào ngày 17 tháng 5.  Tại Euro 2020, Croatia khởi đầu không suôn sẻ khi để thua Anh với tỷ số 1–0. Đến vòng thi đấu tiếp theo, vào ngày 18 tháng 6, Bất chấp màn trình diễn tệ hại của Croatia trong trận đầu tiên ở vòng bảng , Modrić vẫn được vinh danh là Cầu thủ xuất sắc nhất trận trong trận thứ hai, trận hòa 1-1 với Cộng hòa Séc vào ngày 18 tháng 6 và người ghi bàn duy nhất cho đội tuyển của anh trong trận đấu đó là Ivan Perišić với bàn thắng gỡ hoà ngay phút thứ 47' sau khi Patrik Schick ghi bàn đưa Cộng Hoà Séc vươn lên dẫn trước ở hiệp 1 nhờ chấm phạt đền. Bốn ngày sau, trong chiến thắng 3–1 trước Scotland , bằng một cú trivela , anh ghi bàn thắng thứ hai cho Croatia và kiến tạo cho Ivan Perišić ghi bàn thắng thứ ba giúp Croatia tiến vào vòng 16 đội . Bàn thắng của Modrić giúp anh trở thành cầu thủ ghi bàn lớn tuổi nhất cho Croatia tại Giải vô địch châu Âu (35 tuổi 286 ngày), đồng thời giữ kỷ lục cầu thủ ghi bàn trẻ nhất mà anh lập vào năm 2008. Vào ngày 28 tháng 6, anh và các đồng đội đã dừng bước ngay vòng 16 đội sau trận thua 3–5 trước Tây Ban Nha và kết thúc giải đấu này với phong độ thất thường của đội tuyển. Kết thúc giải đấu Modric chỉ có được một bàn thắng duy nhất nhưng vẫn giữ được sự tích cực trong lối chơi cá nhân.
Trong vòng loại World Cup 2022, Modrić ghi ba bàn và kiến tạo hai lần sau bảy lần ra sân. Vào ngày 13 tháng 6 năm 2022, anh ghi một quả phạt đền trong chiến thắng 1–0 trên sân khách trước Pháp ở UEFA Nations League A 2022–23 , đây là trận thắng đầu tiên của Croatia trong giải đấu này. Vào ngày 25 tháng 9, anh ghi bàn mở tỷ số trong trận đấu cuối cùng của vòng bảng và giành chiến thắng 3–1 trên sân khách trước Áo, giúp đội tiến tới Vòng chung kết UEFA Nations League 2023 .

#### World Cup 2022
Vào ngày 9 tháng 11, Modrić được chọn vào đội hình cuối cùng của Croatia tham dự FIFA World Cup 2022 . Trong trận đấu vòng bảng đầu tiên gặp Maroc, anh và các đồng đội đã có trận hoà 0 bàn thắng, riêng cá nhân anh đã trở thành cầu thủ xuất sắc nhất trận. Trong trận đấu tiếp theo, Croatia của anh thắng 4–1 trước Canada, qua đó mở ra cơ hội đi tiếp rất lớn. Trong trận đấu cuối cùng, đội của anh đã xuất sắc cầm hoà Bỉ với tỉ số 0–0 và vượt qua vòng bảng, cá nhân anh cũng trở thành cầu thủ hay nhất trận đấu này. Anh trở thành cầu thủ đầu tiên chơi ở cả Giải vô địch châu Âu và World Cup trong ba thập kỷ khác nhau.  Tại vòng 16 đội diễn ra vào ngày 5 tháng 12, anh đã được thay ra ở phút 99' vì không đủ thể lực nhưng các đồng đội của anh đã cầm hoà Nhật Bản 1–1 trong suốt 120 phút, người ghi bàn duy nhất cho đội của anh là Ivan Perišić buộc cả hai đội phải vào loạt sút luân lưu. Trên loạt luân lưu cân não, Croatia của anh với kinh nghiệm đã đánh bại đối thủ với tỷ số chung cuộc 3–1, quá đó tiến vào vòng tứ kết gặp Brazil. Vào ngày 9 tháng 12 tại vòng tứ kết, Modrić và các đồng đội lại có thêm một trận đấu nữa chơi trong 120 phút, vào phút thứ 105+1' Neymar ghi bàn thắng giúp Brazil vươn lên dẫn trước, tưởng chừng như Brazil đã dành chiến thắng trước Croatia nhưng Bruno Petković đã ghi bàn vào lưới Brazil ở phút 117' từ một cú sút xa ngoài vòng cấm. Trận đấu khép lại với tỷ số 1–1 và cả hai đội phải vào loạt sút luân lưu để phân định thắng thua, Modrić đã thực hiện thành công quả phạt đền của mình cùng với sự may mắn và sự xuất sắc của Livaković đã giúp Croatia đánh bại Brazil với tỷ số 4–2 trên chấm phạt luân lưu, quá đó tiến đến vòng bán kết gặp Argentina và cá nhân anh lại có thêm một trận đấu hay nữa trong giải đấu này khi thi đấu không biết mệt mỏi xuyên suốt cả trận và đưa đội tuyển của mình vào bán kết World Cup lần thứ hai liên tiếp. Tại bán kết, Modrić và các đồng đội đã kết thúc hành trình của mình tại giải đấu này sau khi thua Argentina của Lionel Messi với tỷ số 3–0, qua đó đội tuyển của anh sẽ gặp Maroc ở giải tranh hạng ba và bản thân Modrić cũng đã dành rất nhiều lời khen cho Messi và mong anh ấy sẽ vô địch World Cup cùng đội tuyển của mình. Vào ngày 17 tháng 12 tại giải tranh hạng ba, Croatia của anh đã đoạt được huy chương đồng sau khi đánh bại Maroc với tỷ số 2–1 nhờ các bàn thắng của Andrej Kramarić và Joško Gvardiol, cá nhân anh cũng giành được Quả bóng đồng.

## Đời tư
Luka Modrić kết hôn với Vanja Bosnić vào tháng 5 năm 2010 tại thủ đô Zagreb của Croatia trong một buổi lễ riêng tư sau bốn năm hẹn hò, và một năm sau đó tại nhà thờ. Con trai của họ, Ivano Modrić sinh ngày 6 tháng 6 năm 2010. Con gái đầu  Ema Modrić, sinh ngày 25 tháng 4 năm 2013. Con gái thứ hai Sofia Modrić, sinh ngày 2 tháng 10 năm 2017. Khi không chơi bóng, Luka Modrić thường sống ẩn dật.

## Thống kê sự nghiệp

### Câu lạc bộ
Tính đến 9 tháng 7 năm 2025
| Câu lạc bộ             | Mùa giải            | Giải đấu               | Giải đấu | Giải đấu | Cúp quốc gia | Cúp quốc gia | Cúp liên đoàn | Cúp liên đoàn | Châu Âu | Châu Âu | Khác | Khác | Tổng cộng | Tổng cộng |
| Câu lạc bộ             | Mùa giải            | Hạng đấu               | Trận     | Bàn      | Trận         | Bàn          | Trận          | Bàn           | Trận    | Bàn     | Trận | Bàn  | Trận      | Bàn       |
| ---------------------- | ------------------- | ---------------------- | -------- | -------- | ------------ | ------------ | ------------- | ------------- | ------- | ------- | ---- | ---- | --------- | --------- |
| Dinamo Zagreb          | 2003–04             | Prva HNL               | 0        | 0        | 0            | 0            | —             | —             | —       | —       | —    | —    | 0         | 0         |
| Dinamo Zagreb          | 2004–05             | Prva HNL               | 7        | 0        | 1            | 0            | —             | —             | —       | —       | —    | —    | 8         | 0         |
| Dinamo Zagreb          | 2005–06             | Prva HNL               | 32       | 7        | 1            | 0            | —             | —             | —       | —       | —    | —    | 33        | 7         |
| Dinamo Zagreb          | 2006–07             | Prva HNL               | 30       | 6        | 7            | 1            | —             | —             | 6       | 0       | 1    | 1    | 44        | 8         |
| Dinamo Zagreb          | 2007–08             | Prva HNL               | 25       | 13       | 8            | 1            | —             | —             | 12      | 3       | —    | —    | 45        | 17        |
| Dinamo Zagreb          | Tổng cộng           | Tổng cộng              | 94       | 26       | 17           | 2            | 0             | 0             | 18      | 3       | 1    | 1    | 130       | 32        |
| Zrinjski Mostar (mượn) | 2003–04             | Bosnian Premier League | 25       | 8        | —            | —            | —             | —             | —       | —       | —    | —    | 25        | 8         |
| Inter Zaprešić (mượn)  | 2004–05             | Prva HNL               | 18       | 4        | —            | —            | —             | —             | —       | —       | —    | —    | 18        | 4         |
| Tottenham Hotspur      | 2008–09             | Premier League         | 34       | 3        | 2            | 1            | 4             | 0             | 4       | 1       | —    | —    | 44        | 5         |
| Tottenham Hotspur      | 2009–10             | Premier League         | 25       | 3        | 7            | 0            | 0             | 0             | —       | —       | —    | —    | 32        | 3         |
| Tottenham Hotspur      | 2010–11             | Premier League         | 32       | 3        | 2            | 0            | 0             | 0             | 9       | 1       | —    | —    | 43        | 4         |
| Tottenham Hotspur      | 2011–12             | Premier League         | 36       | 4        | 3            | 0            | 0             | 0             | 2       | 1       | —    | —    | 41        | 5         |
| Tottenham Hotspur      | Tổng cộng           | Tổng cộng              | 127      | 13       | 14           | 1            | 4             | 0             | 15      | 3       | 0    | 0    | 160       | 17        |
| Real Madrid            | 2012–13             | La Liga                | 33       | 3        | 8            | 0            | —             | —             | 11      | 1       | 1    | 0    | 53        | 4         |
| Real Madrid            | 2013–14             | La Liga                | 34       | 1        | 6            | 0            | —             | —             | 11      | 1       | —    | —    | 51        | 2         |
| Real Madrid            | 2014–15             | La Liga                | 16       | 1        | 0            | 0            | —             | —             | 6       | 0       | 3    | 0    | 25        | 1         |
| Real Madrid            | 2015–16             | La Liga                | 32       | 2        | 0            | 0            | —             | —             | 12      | 1       | —    | —    | 44        | 3         |
| Real Madrid            | 2016–17             | La Liga                | 25       | 1        | 2            | 0            | —             | —             | 11      | 0       | 3    | 0    | 41        | 1         |
| Real Madrid            | 2017–18             | La Liga                | 26       | 1        | 2            | 0            | —             | —             | 11      | 1       | 4    | 0    | 43        | 2         |
| Real Madrid            | 2018–19             | La Liga                | 34       | 3        | 3            | 0            | —             | —             | 6       | 0       | 3    | 1    | 46        | 4         |
| Real Madrid            | 2019–20             | La Liga                | 31       | 3        | 1            | 0            | —             | —             | 6       | 1       | 2    | 1    | 40        | 5         |
| Real Madrid            | 2020–21             | La Liga                | 35       | 5        | 0            | 0            | —             | —             | 12      | 1       | 1    | 0    | 48        | 6         |
| Real Madrid            | 2021–22             | La Liga                | 28       | 2        | 2            | 0            | —             | —             | 13      | 0       | 2    | 1    | 45        | 3         |
| Real Madrid            | 2022–23             | La Liga                | 33       | 4        | 4            | 0            | —             | —             | 10      | 2       | 5    | 0    | 52        | 6         |
| Real Madrid            | 2023–24             | La Liga                | 32       | 2        | 1            | 0            | —             | —             | 11      | 0       | 2    | 0    | 46        | 2         |
| Real Madrid            | 2024–25             | La Liga                | 35       | 2        | 5            | 2            | —             | —             | 14      | 0       | 9    | 0    | 63        | 4         |
| Real Madrid            | Tổng cộng           | Tổng cộng              | 394      | 30       | 34           | 2            | —             | —             | 134     | 8       | 35   | 3    | 597       | 43        |
| AC Milan               | 2025–26             | Serie A                | 0        | 0        | 0            | 0            | —             | —             | —       | —       | 0    | 0    | 0         | 0         |
| Tổng cộng sự nghiệp    | Tổng cộng sự nghiệp | Tổng cộng sự nghiệp    | 658      | 81       | 65           | 5            | 4             | 0             | 167     | 14      | 36   | 4    | 930       | 104       |

1. ↑  Bao gồm Croatian Cup, FA Cup, Copa del Rey, Coppa Italia
2. ↑  Bao gồm EFL Cup
3. ↑  Bốn lần ra sân tại UEFA Champions League, hai lần ra sân tại UEFA Cup
4. ↑  Ra sân tại Croatian Super Cup
5. ↑  Sáu lần ra sân và hai bàn thắng tại UEFA Champions League, sáu lần ra sân và một bàn thắng tại UEFA Cup
6. ↑  Số lần ra sân tại UEFA Cup
7. 1 2 3 4 5 6 7 8 9 10 11 12 13 14  Số lần ra sân tại UEFA Champions League
8. ↑  Số lần ra sân tại UEFA Europa League
9. 1 2 3 4 5  Số lần ra sân tại Supercopa de España
10. ↑  Hai lần ra sân tại Supercopa de España, một lần ra sân tại UEFA Super Cup
11. ↑  Một lần ra sân tại UEFA Super Cup, hai lần ra sân tại FIFA Club World Cup
12. ↑  Một lần ra sân tại Supercopa de España, một lần ra sân tại UEFA Super Cup, hai lần ra sân tại FIFA Club World Cup
13. ↑  Một lần ra sân tại UEFA Super Cup, hai lần ra sân và một bàn thắng tại FIFA Club World Cup
14. ↑  Hai lần ra sân tại Supercopa de España, một lần ra sân tại UEFA Super Cup, hai lần ra sân tại FIFA Club World Cup
15. ↑  Một lần ra sân tại Supercopa de España, một lần ra sân tại UEFA Super Cup, một lần ra sân tại FIFA Intercontinental Cup, sáu lần ra sân tại FIFA Club World Cup

### Đội tuyển quốc gia
Tính đến 9 tháng 6 năm 2025
| Đội tuyển quốc gia | Năm       | Trận | Bàn |
| ------------------ | --------- | ---- | --- |
| Croatia            | 2006      | 12   | 2   |
| Croatia            | 2007      | 10   | 1   |
| Croatia            | 2008      | 11   | 3   |
| Croatia            | 2009      | 3    | 1   |
| Croatia            | 2010      | 8    | 0   |
| Croatia            | 2011      | 9    | 1   |
| Croatia            | 2012      | 9    | 0   |
| Croatia            | 2013      | 10   | 0   |
| Croatia            | 2014      | 11   | 2   |
| Croatia            | 2015      | 4    | 0   |
| Croatia            | 2016      | 8    | 1   |
| Croatia            | 2017      | 8    | 1   |
| Croatia            | 2018      | 15   | 2   |
| Croatia            | 2019      | 9    | 2   |
| Croatia            | 2020      | 6    | 0   |
| Croatia            | 2021      | 13   | 4   |
| Croatia            | 2022      | 16   | 3   |
| Croatia            | 2023      | 10   | 1   |
| Croatia            | 2024      | 12   | 3   |
| Croatia            | 2025      | 4    | 1   |
| Tổng cộng          | Tổng cộng | 188  | 28  |

### Bàn thắng cho đội tuyển quốc gia
| #   | Ngày                 | Địa điểm                                           | Đối thủ    | Bàn thắng | Kết quả | Giải đấu                      |
| --- | -------------------- | -------------------------------------------------- | ---------- | --------- | ------- | ----------------------------- |
| 1.  | 16 tháng 8 năm 2006  | Sân vận động Armando Picchi, Livorno, Ý            | Ý          | 2–0       | 2–0     | Giao hữu                      |
| 2.  | 7 tháng 10 năm 2006  | Sân vận động Maksimir, Zagreb, Croatia             | Andorra    | 7–0       | 7–0     | Vòng loại UEFA Euro 2008      |
| 3.  | 7 tháng 2 năm 2007   | Sân vận động Kantrida, Rijeka, Croatia             | Na Uy      | 2–0       | 2–1     | Giao hữu                      |
| 4.  | 8 tháng 6 năm 2008   | Sân vận động Ernst Happel, Viên, Áo                | Áo         | 1–0       | 1–0     | UEFA Euro 2008                |
| 5.  | 6 tháng 9 năm 2008   | Sân vận động Maksimir, Zagreb, Croatia             | Kazakhstan | 2–0       | 3–0     | Vòng loại FIFA World Cup 2010 |
| 6.  | 15 tháng 10 năm 2008 | Sân vận động Maksimir, Zagreb, Croatia             | Andorra    | 3–0       | 4–0     | Vòng loại FIFA World Cup 2010 |
| 7.  | 6 tháng 6 năm 2009   | Sân vận động Maksimir, Zagreb, Croatia             | Ukraina    | 2–2       | 2–2     | Vòng loại FIFA World Cup 2010 |
| 8.  | 6 tháng 9 năm 2011   | Sân vận động Maksimir, Zagreb, Croatia             | Israel     | 1–1       | 3–1     | Vòng loại UEFA Euro 2012      |
| 9.  | 9 tháng 9 năm 2014   | Sân vận động Maksimir, Zagreb, Croatia             | Malta      | 1–0       | 2–0     | Vòng loại UEFA Euro 2016      |
| 10. | 13 tháng 10 năm 2014 | Sân vận động Gradski vrt, Osijek, Croatia          | Azerbaijan | 5–0       | 6–0     | Vòng loại UEFA Euro 2016      |
| 11. | 12 tháng 6 năm 2016  | Sân vận động Công viên các Hoàng tử, Paris, Pháp   | Thổ Nhĩ Kỳ | 1–0       | 1–0     | UEFA Euro 2016                |
| 12. | 9 tháng 11 năm 2017  | Sân vận động Maksimir, Zagreb, Croatia             | Hy Lạp     | 1–0       | 4–1     | Vòng loại FIFA World Cup 2018 |
| 13. | 16 tháng 6 năm 2018  | Sân vận động Kaliningrad, Kaliningrad, Nga         | Nigeria    | 2–0       | 2–0     | FIFA World Cup 2018           |
| 14. | 21 tháng 6 năm 2018  | Sân vận động Nizhny Novgorod, Nizhny Novgorod, Nga | Argentina  | 2–0       | 3–0     | FIFA World Cup 2018           |
| 15. | 9 tháng 9 năm 2019   | Bakcell Arena, Baku, Azerbaijan                    | Azerbaijan | 1–0       | 1–1     | Vòng loại UEFA Euro 2020      |
| 16. | 10 tháng 10 năm 2019 | Sân vận động Poljud, Split, Croatia                | Hungary    | 1–0       | 3–0     | Vòng loại UEFA Euro 2020      |
| 17. | 30 tháng 3 năm 2021  | Sân vận động Rujevica, Rijeka, Croatia             | Malta      | 2–0       | 3–0     | Vòng loại FIFA World Cup 2022 |
| 18. | 22 tháng 6 năm 2021  | Hampden Park, Glasgow, Scotland                    | Scotland   | 2–1       | 3–1     | UEFA Euro 2020                |
| 19. | 11 tháng 10 năm 2021 | Sân vận động Maksimir, Zagreb, Croatia             | Slovakia   | 2–2       | 2–2     | Vòng loại FIFA World Cup 2022 |
| 20. | 11 tháng 11 năm 2021 | Sân vận động quốc gia, Ta' Qali, Malta             | Malta      | 4–1       | 7–1     | Vòng loại FIFA World Cup 2022 |
| 21. | 29 tháng 3 năm 2022  | Sân vận động Thành phố Giáo dục, Al Rayyan, Qatar  | Bulgaria   | 1–1       | 2–1     | Giao hữu                      |
| 22. | 13 tháng 6 năm 2022  | Stade de France, Saint-Denis, Pháp                 | Pháp       | 1–0       | 1–0     | UEFA Nations League 2022–23   |
| 23. | 25 tháng 9 năm 2022  | Sân vận động Ernst Happel, Viên, Áo                | Áo         | 1–0       | 3–1     | UEFA Nations League 2022–23   |
| 24. | 14 tháng 6 năm 2023  | De Kuip, Rotterdam, Hà Lan                         | Hà Lan     | 4–2       | 4–2     | UEFA Nations League 2022–23   |
| 25. | 8 tháng 6 năm 2024   | Sân vận động Quốc gia, Oeiras, Bồ Đào Nha          | Bồ Đào Nha | 1–0       | 2–1     | Giao hữu                      |
| 26. | 24 tháng 6 năm 2024  | Red Bull Arena, Leipzig, Đức                       | Ý          | 1–0       | 1–1     | UEFA Euro 2024                |
| 27. | 8 tháng 9 năm 2024   | Opus Arena, Osijek, Croatia                        | Ba Lan     | 1–0       | 1–0     | UEFA Nations League 2024–25   |
| 28. | 9 tháng 6 năm 2025   | Opus Arena, Osijek, Croatia                        | Séc        | 2–1       | 5–1     | Vòng loại FIFA World Cup 2026 |

## Danh hiệu

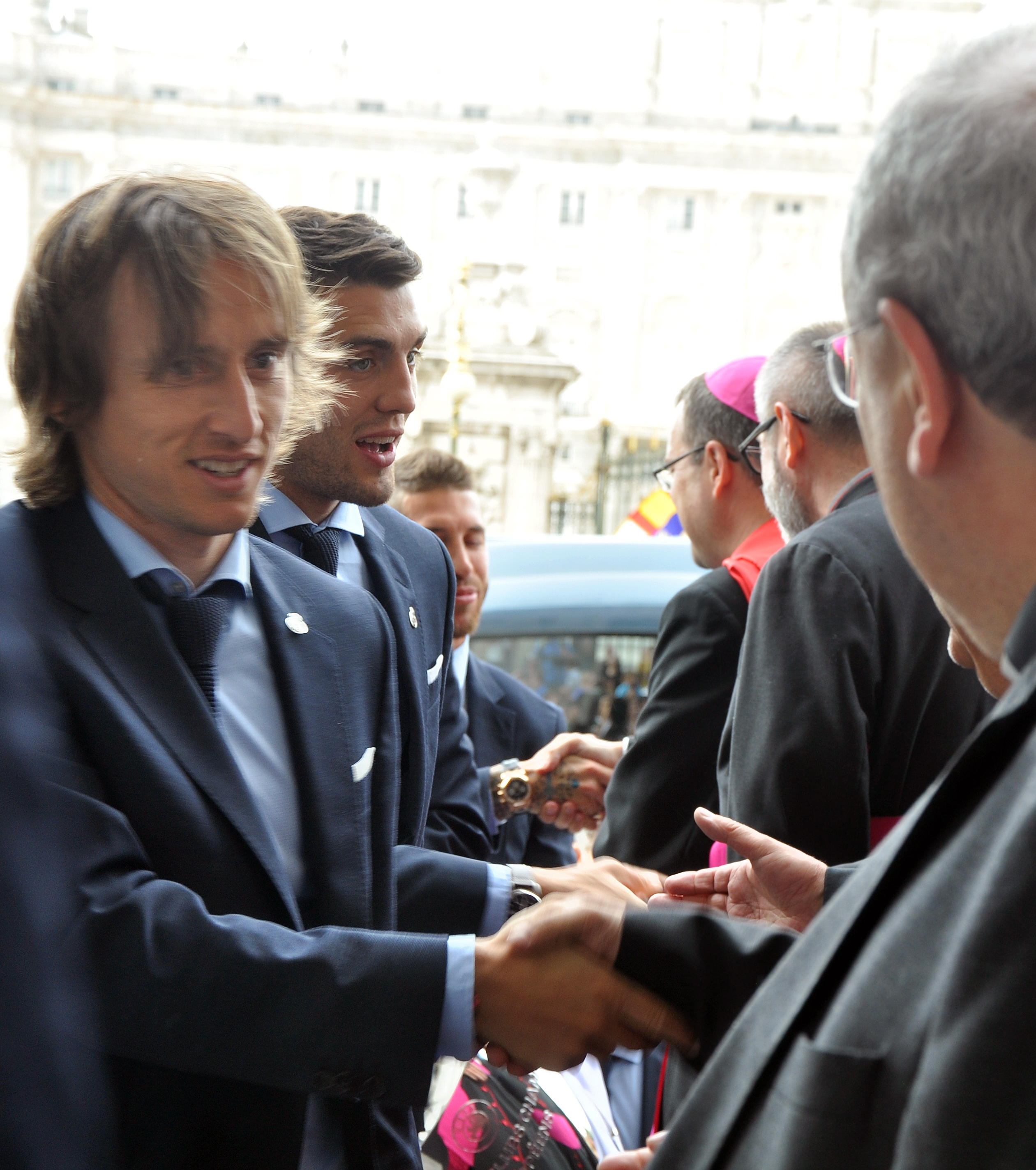
Modrić được các giám mục của Nhà thờ Almudena chúc mừng sau khi giành chức vô địch UEFA Champions League 2017–18.

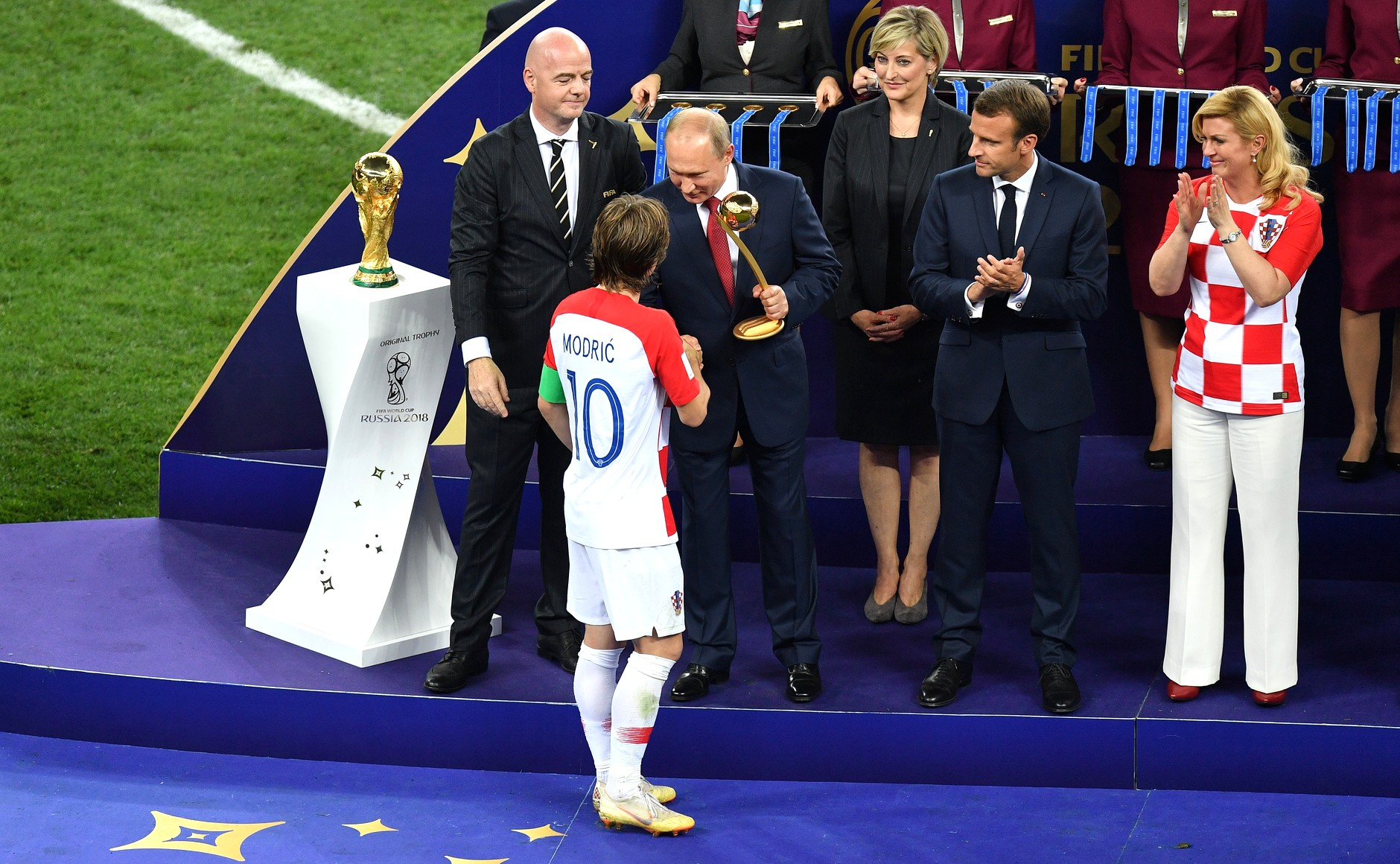
Modrić nhận giải Quả bóng Vàng từ tay Vladimir Putin sau trận chung kết FIFA World Cup 2018

### Câu lạc bộ

#### Dinamo Zagreb
- Prva HNL: 2005–06, 2006–07, 2007–08
- Croatian Cup: 2006–07, 2007–08
- Croatian Super Cup: 2006

#### Real Madrid
- La Liga: 2016–17, 2019–20, 2021–22, 2023–24
- Copa del Rey: 2013–14, 2022–23
- Supercopa de España: 2012, 2017, 2019–20, 2021–22, 2023–24
- UEFA Champions League: 2013–14; 2015–16, 2016–17, 2017–18, 2021–22, 2023–24
- UEFA Super Cup: 2014, 2016, 2017, 2022, 2024
- FIFA Club World Cup: 2014, 2016, 2017, 2018, 2022
- FIFA Intercontinental Cup: 2024

### Quốc tế
- FIFA World Cup á quân 2018; hạng ba 2022
- UEFA Nations League á quân: 2022–23

### Cá nhân
- Cầu thủ xuất sắc nhất giải vô địch bóng đá quốc gia Bosnia và Herzegovina: 2003
- Cầu thủ triển vọng của Croatia: 2004
- Cầu thủ xuất sắc nhất năm của Giải vô địch bóng đá quốc gia Croatia: 2007
- Giải Áo vàng Sportske novosti: 2007–08
- Cầu thủ Croatia xuất sắc nhất năm: 2007, 2008, 2011, 2014
- Cầu thủ xuất sắc nhất FIFA Club World Cup 2017
- Quả bóng vàng FIFA Club World Cup 2017
- Đội hình tiêu biểu của Euro: 2008
- Cầu thủ xuất sắc nhất mùa giải của Tottenham Hotspur: 2010-11
- Football Oscar - Cầu thủ Croatia xuất sắc nhất năm: 2013, 2014, 2015[137][138][139], 2016
- Đội hình tiêu biểu UEFA Champions League: 2013–14, 2015-16, 2016-17, 2017-18
- Tiền vệ xuất sắc nhất La Liga: 2013–14
- Quả Bóng Vàng World Cup 2018

(một danh hiệu từ Các giải thưởng của Giải vô địch bóng đá thế giới).
- Cầu thủ xuất sắc nhất năm của UEFA: 2018
- Giải thưởng The Best của FIFA năm 2018
- Giải thưởng Ballon d'Or của France Football năm 2018.
- Đội hình UEFA xuất sắc nhất thập kỷ của IFFHS:2011-2020
- FIFA FIPPro World11 :2015;2016;2017;2018;2019;2022